# Lwiwśka pywowarnia
Lwiwśka pywowarnia (ukr. Львівська пивоварня, Browar Lwowski) – ukraiński browar należący do międzynarodowego koncernu Carlsberg.

## Historia

### I Rzeczpospolita
Początki browarnictwa na terenie Lwowa datuje się co najmniej na pierwszą połowę XV wieku (pierwsza wzmianka pochodzi z roku 1425). W 1533 król Polski Zygmunt I Stary wydał dekret, na mocy którego na otwarcie we Lwowie browaru niezbędne było odpowiednie zezwolenie. Historia samego Browaru Lwowskiego sięga zaś roku 1715. Wówczas to książę Stanisław Potocki przekazał jezuitom działkę w Kleparowie na Krakowskim Przedmieściu wydając jednocześnie wymaganą zgodę na prowadzenie browaru. W ten sposób powstał pierwszy we Lwowie browar o przemysłowym charakterze. Jeszcze w XVIII wieku piwo z lwowskiego browaru eksportowane było do Niemiec, co wówczas było synonimem wysokiej jakości.

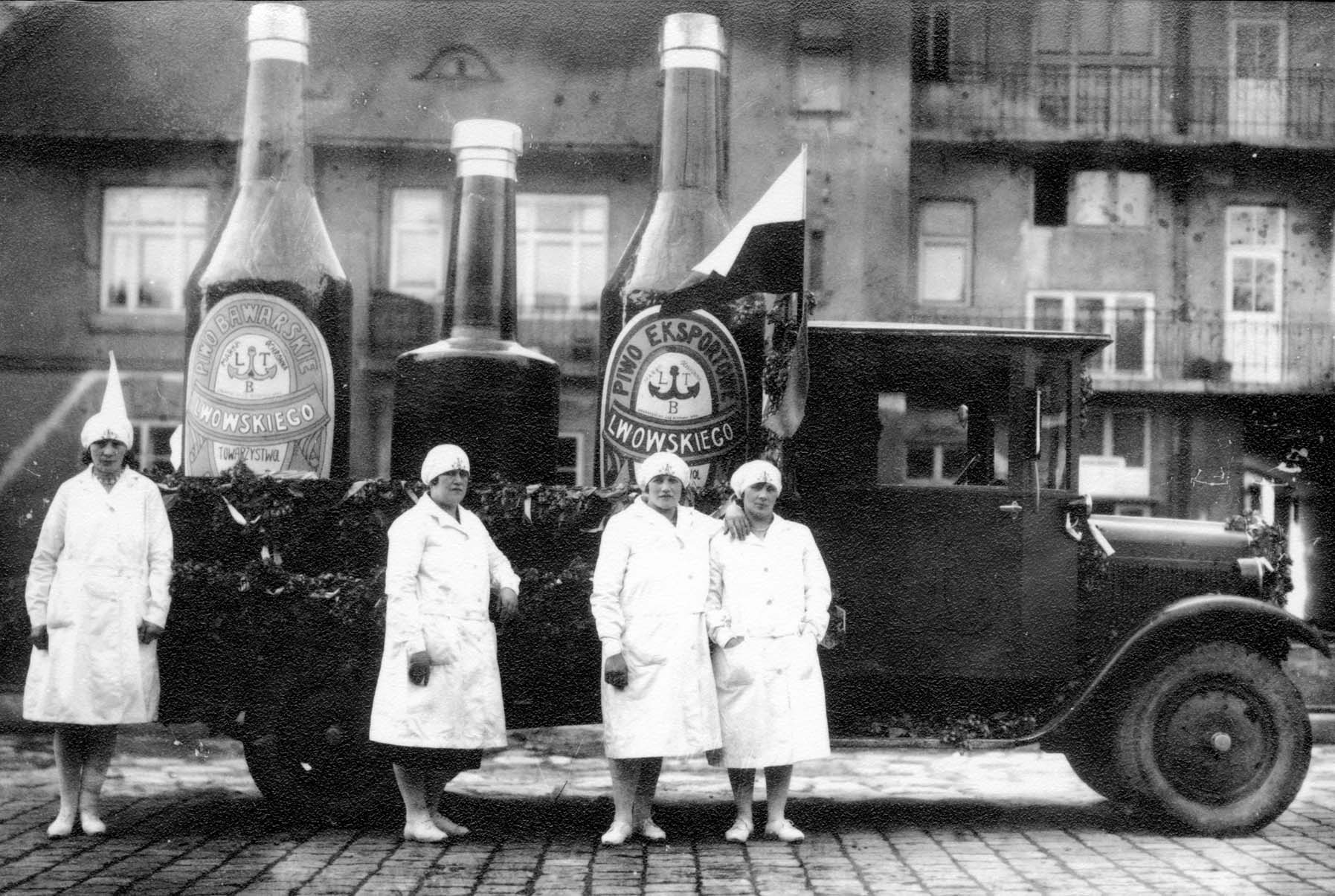
Obwoźna reklama Piwa Lwowskiego z okresu II Rzeczypospolitej

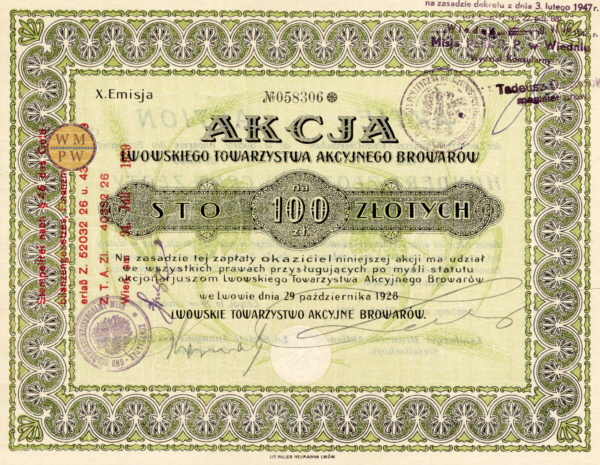
Akcja Lwowskiego Towarzystwa Akcyjnego Browarów

### Galicja i II Rzeczpospolita
Po I rozbiorze Polski i zajęciu Lwowa przez Austriaków, oraz kasacie zakonu pod koniec XVIII wieku, browar przeszedł w ręce prywatne, a z czasem został przekształcony w spółkę akcyjną. W połowie XIX wieku plasował się w pierwszej trójce był największym przedsiębiorstwem w swojej kategorii w regionie oraz jednym z trzech największych w Austro-Węgrzech. Produkował m.in. piwa Bawar, Porter Іmperial, czy Exportowе. Właścicielem browaru w drugiej połowie XIX wieku był lwowski przedsiębiorca i filantrop Robert Doms, na którego cześć browar w 2007 roku otworzył restaurację o nazwie Chmielowy Dom Roberta Domsa (Хмільний дім Роберта Домса, Chmilnyj dim Roberta Domsa), wcześniej znaną jako Zołotyj kołos.
W 1896 roku zakład przejęło założone przez Jana Kleina Lwowskie Towarzystwo Akcyjne Browarów, które wytwarzało 15% piwa produkowanego w całej Monarchii Austro-Węgierskiej. Znakiem towarowym nowego przedsiębiorstwa była monogram w kształcie charakterystycznej kotwicy. W tym samym roku pod kierownictwem inżyniera Michała Ulmana rozpoczęły się prace nad rozbudową browaru, które trwały do roku 1912. Wybudowano wówczas nową słodownię, warzelnię, fermentownię oraz pomieszczenia do filtracji. W zakładzie działała też najnowocześniejsza w Austro-Węgrzech rozlewnia kapslująca 5 tysięcy butelek na godzinę.
W okresie międzywojennym przedsiębiorstwo produkowało między innymi następujące marki: Bok, Eksport, Leżak, Marcowe, Podwójne słodowe, czy Porter Imperial. Reklamowano je hasłami „Lwowskie piwo to jest klasa, robi z chłopa super asa”, „Sto lat żyje, kto lwowskie piwo pije”, „Prawdziwy smakosz pija tylko piwo lwowskie”, czy „Kto chce żyć bez troski, pije piwo Lwowskie”.
We wrześniu 1939 r., na początku II wojny światowej, firma przeszła pod zarząd sowiecki, a dotychczasowe logo z kotwicą zmieniono na szklankę ze spienionym piwem i pięcioramienną gwiazdę. W latach 1941–1942 browar nosił nazwę Staatsbrauerei Lemberg.
Po zajęciu miasta w 1944 r. sowieckie wojska zastały na kominie nad budynkiem browaru biało-czerwoną flagę, której miejscowi nie chcieli ściągnąć, a żołnierze sowieccy nie potrafili. W efekcie wojsko strzelało do flagi przez dwa tygodnie, póki nie została zniszczona.

### Ukraińska Socjalistyczna Republika Radziecka
W 1964 roku browar znacjonalizowano i włączono do Lwowskiego Przedsiębiorstwa Państwowego Przemysłu Spożywczego „Kołos” (Львівське державне підприємство харчової промисловості «Колос»), które skupiało pięć browarów zachodniej Ukrainy. Do pierwszoplanowych produktów przedsiębiorstwa w okresie ZSRR należały piwa Lwiwiśke oraz Żyhuliwśke.

### Carlsberg
W 1993 roku „Kołos” został sprywatyzowany i przekształcony w spółkę akcyjną. W sierpniu 1999 roku akcje spółki nabyło skandynawskie przedsiębiorstwo Baltic Beverages Holding, aktywne na rynkach krajów postradzieckich. W latach 2001–2008 akcje Baltic Beverages stopniowo nabywał koncern Carlsberg, którego spółka-córka, Sławutycz (Carlsberg Ukraine) kontroluje obecnie Browar Lwowski, jak również obiekty w Kijowie i w Zaporożu.
Od 1999 roku grupa Carlsberg zainwestowała w rozwój Browaru Lwowskiego przeszło 35 milionów dolarów, które zostały przeznaczone zarówno na modernizację sprzętu, jak i na szkolenie pracowników w specjalnych ośrodkach w Danii i Szwecji.
W 2005 roku, przy okazji 290-lecia istnienia przedsiębiorstwa otwarto Muzeum browarnictwa.
Produkty Browaru Lwowskiego eksportowane są na Białoruś, do Hiszpanii, Izraela, Kanady, Mołdawii, Polski, Włoch, USA.
W 2007 roku browar zatrudniał od 220 do 250 osób.

## Produkty

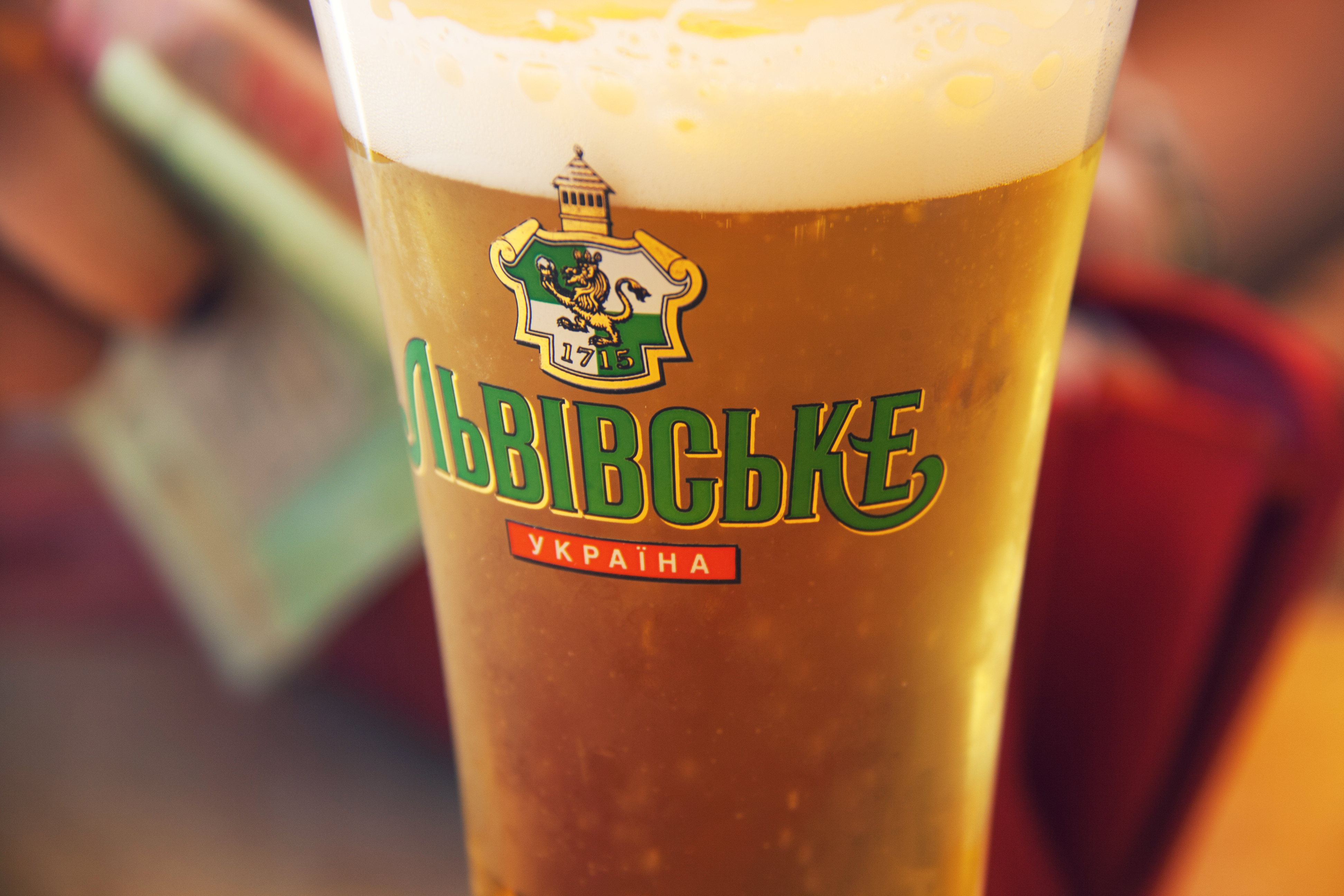
Szklanka piwa Lwiwśkiego

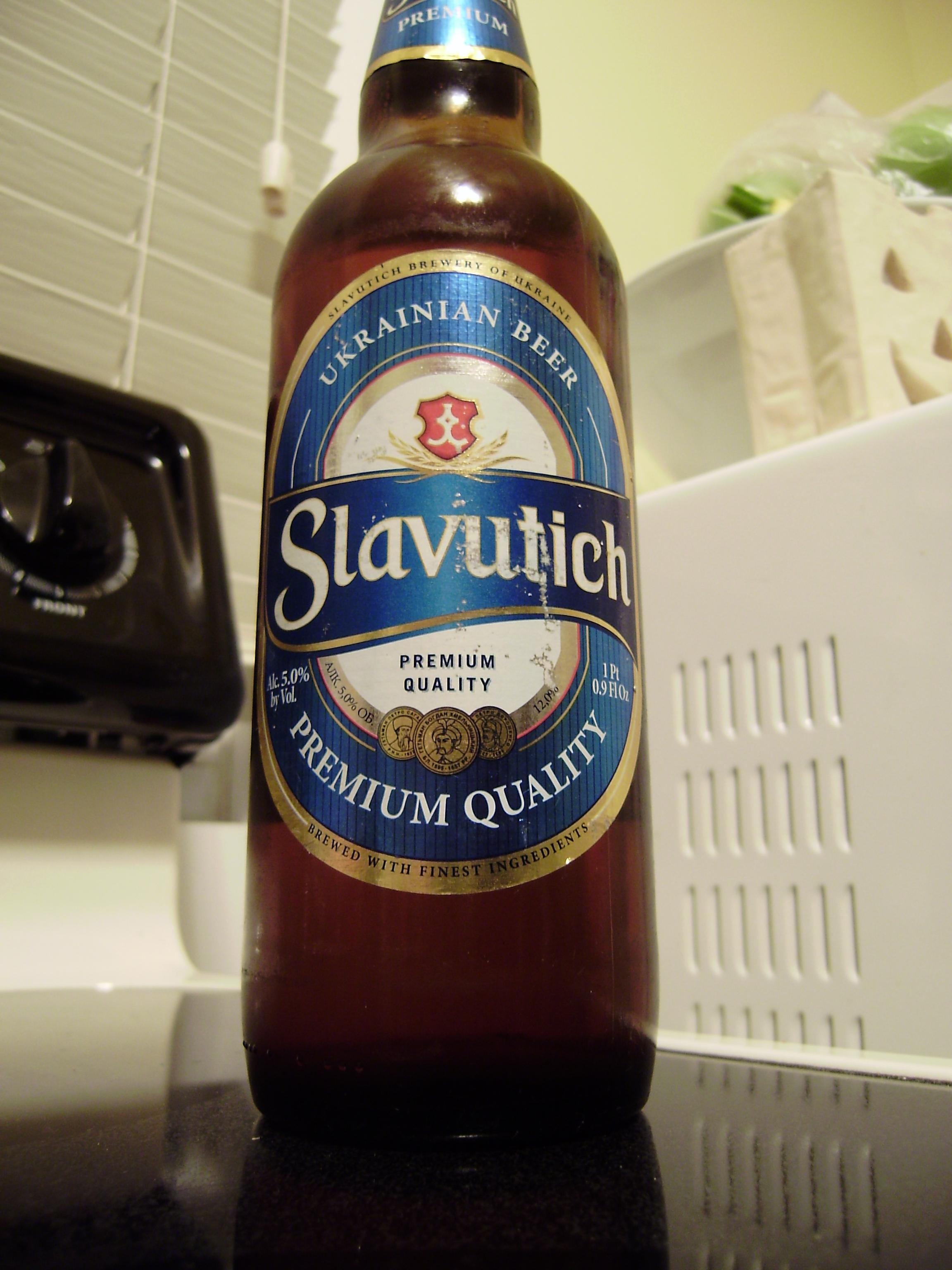
Piwo Sławutycz

- Lwowskie (Львівське, Lwiwśkie) – tradycyjna miejscowa marka piwa.
  - 1715 – jasny lager o zawartości alkoholu 4% oraz zawartości ekstraktu brzeczki podstawowej 11,5%. Sprzedawany w puszkach o pojemności 0,5 l, butelkach szklanych o pojemności 0,5 l oraz w butelkach plastikowych o pojemności 1 i 2 l[13].
  - Biały Lew (Білий Лев, Biłyj Lew) – piwo pszeniczne niefiltrowane o zawartości alkoholu 4,2% oraz ekstraktu 11%. Sprzedawane w szklanych butelkach o pojemności 0,5 l oraz plastikowych o pojemności 1 l (p)[14].
  - Micne (Міцне) – mocne piwo o słodkawym smaku, zawartości alkoholu 7% oraz zawartości ekstraktu 17,5%. Sprzedawane jest w butelkach szklanych (0,5 l) i plastikowych (1 l)[15].
  - Porter (Портер) – ciemne, mocne piwo gatunku porter o zawartości alkoholu 8% i zawartości ekstraktu 20%. Sprzedawane jest w szklanych butelkach o pojemności 0,5 l[16].
  - Switłe (Світле) – lekki lager o zawartości alkoholu 3,7% oraz ekstraktu 11%. Sprzedawane w szklanych butelkach o pojemności 0,5 l oraz w butelkach plastikowych o pojemności 1 l[17].
  - Żywe (Живе) – jasne piwo niepasteryzowane, filtrowane o zawartości alkoholu 4,8% oraz ekstraktu 11,8%. Termin przydatności do spożycia to 30 dni. Sprzedawane jest w butelkach szklanych o pojemności 0,5 l i plastikowych o pojemności 1 l[18].
- Arsenał (Арсенал) – marka powołana przez Carlsberg w 2003 roku, mająca kojarzyć się z Kijowem[19].
  - Micne (Міцне) – lager o zawartości alkoholi 7,4% oraz zawartości ekstraktu 16%. Sprzedawany zarówno w szklanych butelkach o pojemności 0,5 l, jak i butelkach plastikowych o pojemności 1 lub 2 l[20].
  - Switłe (Світле) – lekki lager typu czeskiego o zawartości alkoholu 4,4% i zawartości ekstraktu 11%. Sprzedawane w butelkach szklanych (0,5 l) i plastikowych (1 i 2 l)[21].
- Chmilne (Хмільне) – marka powołana przez Carlsberg w 2004 roku.
  - Micne (Міцне) – jasne piwo o zawartości alkoholu 7% i zawartości ekstraktu 15,5%. Sprzedawane wyłącznie w plastikowych butelkach o pojemności 1 lub 2 l[22].
  - Switłe (Світле) – jasne piwo o zawartości alkoholu 4% i ekstraktu 10,5%. Sprzedawane w plastikowych butelkach o pojemności 1 lub 2 l[23].
- Sławutycz (Славутич) – marka piwa produkowanego pierwotnie wyłącznie przez browar w Zaporożu.
  - Switłe (Світле) – lekkie jasne piwo o zawartości alkoholu 4,3% i zawartości ekstraktu 11%. Sprzedawane w puszkach o pojemności 0,5 l, butelkach szklanych 0,5 l i butelkach plastikowych o pojemności 1 i 2 l[24].
- marki piwa produkowane na zagranicznych licencjach:
  - Bałtika (Балтика) – piwo rosyjskie wywodzące się z Petersburga, a produkowane w czterech odmianach, tzw. nr 0, nr 3, nr 7 oraz nr 9[25].
  - Žatecký Gus – jasne piwo z czeskiego Žatca[26].
- kwas chlebowy Taras[27].